# Chavakkad
Chavakkad es una ciudad y  municipio situada en el distrito de Thrissur en el estado de Kerala (India). Su población es de 39098 habitantes (2011). Se encuentra a 25 km de Thrissur y a 84 km de Cochín.

## Demografía
Según el censo de 2011 la población de Chalakudy era de 39098 habitantes, de los cuales 17762 eran hombres y 21336 eran mujeres. Chavakkad tiene una tasa media de alfabetización del 94,36%, superior a la media estatal del 94%: la alfabetización masculina es del 95,95%, y la alfabetización femenina del 93,08%.